# Борзна
Борзна́ (МФА: [bɔrzˈna] ( прослухати)) — місто в Україні, у Ніжинському районі Чернігівської області. Населення міста — 9454 (на 1 січня 2022). Розташоване на берегах річки Борзенки, за 104 км на південний схід від Чернігова, за 12 км від залізничної станції Доч на лінії Бахмач — Гомель та за 2 км від автодороги Кіпті — Бачівськ. Центр Борзнянської міської громади.
Борзна заснована у XVI столітті. За часів гетьманщини була полковим, сотенним містечком, а з 1781 року — повітовим містом. З 1923 до 1962 і з 1965 до 2020 року — адміністративний центр Борзнянського району. Відома як місце страти кандидатів на гетьманську булаву Якима Сомка і Василя Золотаренка Іваном Брюховецьким після чорної ради 1663 року. Під час повномасштабного російського вторгнення перебувало в окупації з 25 лютого по 30 березня. Деокуповано ЗСУ 1 квітня.

## Назва
Походження назви міста суперечливе. Більшість дослідників сходяться на думці, що топонім Борзна походить від гідронімів Борзна, Борзенка — назв річок, на злитті яких розташована ця місцевість. А ті, зі свого боку, — від слова «борзина́» (тобто бистрина), яке має старослов'янське походження. Інші припускають походження назви міста від слів «борозна», «борона» або «борть».
За ще однією версією, Борзна — це пізніший варіант первісного гідроніма Ворзна/Варзна (від волзько-фінської (давньомордовської) основи *vur ‘ліс’:морд. v́́́́́íŕ < *vur ‘ліс’, саамс. vaerre ‘ліс’, фін. vuori ‘гора’), яка виникла внаслідок подальшого слов'янського переосмислення. Від назви річки згодом дістав своє ім'я й однойменний населений пункт.
У дорадянській українській мові відбувалося випущення звуку Н у словах похідних від топонімів закінчених на -на, -не, -ни, -ний, -но, щоб запобігти збігові приголосних. Згідно з тодішньою парадигмою мало би бути:
Борзна́ — борзе́нський — борзе́нщина — борзе́нець.

## Історія

### Старі часи
Місцевість, де розташована Борзна, була заселена в давнину. Про це свідчать розкопані на її території і в околицях два кургани із скіфськими похованнями V ст. до н. е., залишки трьох ранньослов'янських поселень Черняхівської культури (II ст. н. е.). На території сучасної Борзни було знайдено декілька римських монет II століття і скарб бронзових прикрас з емалями IV—VI століть. Збереглося городище періоду Київської Русі (VIII—XIII століть), зруйноване 1239 року ордою хана Батия.

### Заснування міста
Краєзнавець Михайло Москаленко вважає, що пра-Борзна як поселення існувала вже у XII столітті. За його версією, «давньоруське городище як праматір Борзни було стерте з лиця землі монголо-татарами, а через певний час відродилось уже на місці сучасного Замку (вул. Шевченка)». Проте дослідник переконаний, що без справжніх розкопок у замковій частині міста не можна визначити точну дату її заснування. Згідно з сучасними офіційними джерелами датою заснування визнається XVI століття: наприкінці XV ст. на місці нинішнього міста виник хутір, який до середини XVI ст. вже був селом, яке стало називатися Борзною. Борзна, як і велика частина Чернігово-Сіверської землі, у той час входила до складу Великого князівства Московського.

### Козацька доба

Пам'ятник Богдану Хмельницькому в шкільному парку

1618 року згідно з Деулінською угодою Борзна, як і велика частина Новгород-Сіверщини, відійшла до Речі Посполитої. У 1620 році містечко було значним населеним пунктом, який вів торгівлю зерном, худобою, поташем з іншими містами.
1621 року значні земельні володіння в задеснянському регіоні отримав Щасний Вишель — королівський ротмістр з Мазовеччини, який повернувся з московського полону. Йому було надане «пусте городище Борзна з округою». На середину 1629 року Вишель, який на той час вже був Новгород-Сіверським хорунжим і Ніжинським війтом, осадив слободу Загорівку (Велику), що розташовувалась на його землях. За успіхи «в осадженні за свій кошт пустих волостей у Сіверщині» Сигізмунд III надав йому, вже «новгород-сіверському капітанові», 40 волок між річками Плиска та Загорівка. Пізніше до цих 40 волок король додав ще стільки ж. Це посувало межі Борзенької волості далі на південь.
Під час московсько-польської війни 1632—1634 років у 1633 році Борзна була захоплена російськими військами боярина Михайла Борисовича Шеїна, але за умовами Поляновського миру 1634 року знову повернута Польщі. Того ж року місто одержало маґдебурзьке право, земельні володіння та герб: на червоному полі — золотий мальтійський хрест над срібними рогами догори півмісяцем.
Після переходу Сіверщини під польську корону місто увійшло до складу Чернігівського воєводства. У 1635 році Щасний Вишель поступився Борзенською волостю цехановському каштеляну Францішкові Вишлю (за іншими джерелами Франциску Вишелю Цезановському) - пол. Franciszek Wessel . На той час крім Борзни в документі названі селища Сорока (??? ), Миколаївка, Стрельники, Носалівка, Красилівка, Загорівка (Мала) і села Плиска й Загорівка (Велика).
Початок козацьких повстань під проводом Богдана Хмельницького викликав тут своєрідну «муніципальну революцію», яка полягала у масовій підтримці повстання місцевим населенням, вигнанні і винищенні осіб, трактованих як ініціаторів ліквідації чи урізання традиційних прав і привілеїв козаків та вільних переселенців, а також в експорті революції місцевими козаками на північ Десни і Сейму. Як писав польний гетьман Микола Потоцький у листі від 31 грудня 1630 року до коронного гетьмана Станіслава Концєпольського, місцеві слободи є «пол. seminarium buntów» (школою бунтів). У травні 1648 року війська Богдана Хмельницького визволили Борзну від польсько-шляхетського панування.
1648 року був сформований Борзнянський полк (полковник — Петро Забіла). У 1649 році полк був ліквідований, а Борзна стала центром сотні Чернігівського полку. У 1650 році Борзнянська сотня входила до складу Ніжинського полку, її сотником був Олексій Веридарський. Канцелярія сотні містилась в Оленівці. Тут сотник та його дружина Марія, дочка полковника Василя Часника, мали володіння. Козаки Ніжинського полку брали участь у поході на Кодак, а у 1653–1655 роках під проводом Івана Золотаренка, допомагаючи московським воєводам — в поході на Білорусь.
Відповідно до рішень Переяславської Ради та Березневих статей 1654 року, Борзна, як і вся територія Козацько-Гетьманської Держави, потрапила під протекторат Московського царства: «Да февраля в 2 день [1654] столник Михаило Михаилов сын Дмитреев да подячей Степан Федоров приехали Нежинского полку в город Борзну и в том городе Борзне сотника и ясаула козаков и мещан того города и уезду сказав им государеву церкву и великого князя Алексея и к вере привели по чиновной книге того ж города в соборные церкви Рожества пресвятые Богородицы тое ж церкви при протопопе при Василье, а кто имены: сотник и ясаул, и козаки, и мещане того города и уезду у веры были их имена написаны в сей книге порознь… Всего в Борзне к вере приведені 1 человек сотник, 1 человек писар, 1 человек ясаул, 1 человек хоружей, 23 чело-века атоманов, 527 человек козаков, 2 человека земских старост, 603 человека мещан. Всех 1159 человек…»
У серпні 1655 року містечко отримав «на ранг» наказний гетьман Іван Золотаренко.
17—18 червня 1663 року в Ніжині відбулася Чорна рада, на якій обирали гетьмана Лівобережної України. Після Ради переможець, гетьман Іван Брюховецький, стратив у Борзні своїх опонентів ніжинського полковника Василя Золотаренка та наказного гетьмана Якима Сомка і сімох їхніх найвпливовіших прибічників з козацької старшини, зокрема, полковників: лубенського — Степана Шамлицького, чернігівського — Йоаникія Силича, переяславського — Афанасія Шуровського, ніжинського осавула Павла Килдія.

Герб Борзни у XVII ст. (реконструкція)

Борзнянськими сотниками у 1654–1780 роках були представники роду Забіл. У 1656 році Петро Михайлович Забіла отримав царську грамоту на п'ять сіл біля Кролевця, що належали при поляках Вишелю Цезановському (Цурковському), який володів і Борзною. Крім цих сіл, Петру Забілі, як говорять родинні перекази, були віддані також «будинок королівський в замку, у Борзні й інші за містом, у замку», ймовірно в садибі, що називалася «Зеленим двором».
Борзенці разом із московськими стрільцями ходили на Крим (1687 і 1689 роках), на Азов (1695–1696 роки), билися зі шведами під час Північної війни 1700–1721 років. У Північній війні крім козаків Борзенської сотні брали участь і 30 місцевих міщан, які вступили в ополчення і брали участь в боротьбі проти шведів.
У 1751 році Борзна була віддана на ранг генеральному обозному, а потім члену малоросійської колегії, Семену Васильовичу Кочубею, якому посполиті винні були «відбувати усякі по приналежності повинності і послушенства, без жодного спротиву».
У другій половині XVII століття зведено Борзнянську фортецю, важливим елементом укріплень якої був дерев'яний замок-палац. Він мав вихід до річки Борзенки, яка створювала природну перешкоду з південного заходу. Пізніше фортецю було реконструйовано: споруджено 10 п'ятикутних земляних бастіонів. Наприкінці XVIII століття на території фортеці було чотири кам'яних церкви: Троїцький собор (побудований в XVII столітті), Благовіщенська (1717 рік, дзвіниця 1865 року), Миколаївська (1768 рік, добудована у 1903 році, дзвіниця 1864 року) і Успенська (1788 рік, у 1905 році збудовано нову Різдва Христова) та дерев'яні Воскресенська і Пречистенська церкви. Борзна поступово розширювала свою територію коштом передмість Нове Місто, Кустівка, Підкупішівка, села Конюшівка та слободи Часниківка. У 1666 році в ній проживали 197 козаків і 351 міщанин. Розвивалися ремесла: працювали сукновали, різники, пекарі, чоботарі, ткачі, ковалі, колісники, дігтярі — всього 63 ремісників. У місті діяли 32 солодівні і 40 винокурень.
У XVIII столітті Борзна продовжувала розвиватися. У 1736 році тут проживало 240 сімей козаків і 180 посполитих. У 1748 році кількість козачих сімей збільшилася до 323. Основним їхнім заняттям як і раніше залишалася обробка землі, якої було всього 12 305 десятин. Ремісники об'єднувалися в п'ять цехів: м'ясний, ковальський, кравецький, ткацький і чоботарський. Тричі на рік влаштовувалися ярмарки, які тривали по 2—3 тижні. Сюди приїжджали не тільки жителі сусідніх сіл і міст, але і купці з Калуги, Курська й інших міст. Вони привозили сіль, рибу, а скуповували солод, вино, полотно, сукно, чоботи. Але на борзнянські ярмарки приїжджали здебільшого за хлібом. Місцеві купці вивозили свої товари у Волощину, Угорщину і Молдову.
В цей період створюється міське самоврядування: козаки Борзни підпорядковувалися сотникові, а міщани — магістрату.

#### Підземні проходи Борзни
Досить цікавими залишаються підземні ходи під Борзною. Історики стверджують, що вони створювались в кожному місті. І, найімовірніше, починають свій початок в старовинних храмах, церквах — це пов'язано насамперед з тим, що періодично на українські землі відбувались напади. Тому для забезпечення відходу в ліси і створювались підземні проходи. Деякі засвідчення вказують, що їх розмір досягав таких величин, що давало можливість проїжджати кінним возом.
Посилаючись на документи з архіву, Л. А. Пляшко пише: «Для вилазок влаштовувались поперек валів ходи шириною та висотою два метри. В них підлога, стіни й стеля робилися в зруб і мали четверо захисних дверей». Подібні тунелі прокладалися для пішоходів, коли треба було вийти на город, у сад, по воду або під час облоги мати запасний вихід за місто. Такі вилазки — підземні ходи, авторка називає в Ніжині, Борзні, Батурині та інших містах. У 60-х роках XVIII ст. в Борзні було п'ять підземних вилазок. Одна з вилазок до р. Сули показана на плані Лубен 1769 р. Такі ж ходи-вилазки, говорить Л. А. Пляшко, були майже в кожному українському місті."

### У Російській імперії

Проєкт герба Борзни 1865 року

Історія Борзни вказує, що у 1763 році після перепису селяни були закріплені за поміщиками — встановилося кріпосне право. Посилилося феодальне гноблення, селян примушували відбувати панщину по три дні на тиждень. Великими власниками в Борзні та Кинашівці були Кочубеї, яким належало понад 9 тисяч землі. Багатьма землями володіли Білозерські, Ґалаґани, Гореславські. Навіть скасування кріпосного права у 1861 році не покращила становище селян, яких і надалі продовжували експлуатувати на виснажливій роботі за мізерну платню. Так, за два роки робітники, які будували для Кочубея невеличкий міст через Борзенку, отримали за роботу шапку й пояс.
Після ліквідації Козацько-Гетьманської Держави у 1781 році Борзна стала повітовим містом Чернігівського намісництва. З 1796 року — центром повіту Малоросійської, а з 1802 року — Чернігівської губернії. У той час в ній налічувалося 905 осель, у яких мешкало 6995 жителів: 2189 козаків, 2029 міщан, 2172 селяни.
Борзна, у якій було 54 вулиці, поділялась на 8 частин
- Замок і цитадель
- Майдан — торговельна площа
- Підкинашівка
- Часниківка — тут була побудована церква Свят. Василія Великого, що збереглася і до сьогодні.
- Скраївка — сучасні вулиці Берегова та Х. Алчевської.
- Кустовка — назва збереглася донині, а пішла від того, що дана місцевість була густо вкрита кущами і деревами.
- Лобківка — від імені отамана Лобка
- Нове місто — ця частина міста заселялася пізніше.

За історичними відомостями 1783 року, Борзна як повітове місто об'єднувала навколо себе 69 поселень, у тому числі 2 містечка (Ічня, Івангород), 32 села, 1 слободу, 7 виселків («деревень»), 27 хуторів.
У повіті проживало понад 59 тисяч осіб. Серед них майже 32 тисячі козаків, 4280 казенних, 21568 володільницьких селян, 478 церковнослужителів і священників, 855 іновірців-колоністів.
Початок XIX століття ознаменувався подіями Вітчизняної війни 1812 року. У Борзнянському повіті було сформовано ополчення у складі 1013 міщан та поміщицьких селян. Серед ополченців було 690 жителів Борзни. Крім того, для потреб армії містяни зібрали 13 345 карбованці пожертвувань.
У першій третині XIX століття місто переживало нелегкі часи. Почастішали пожежі, бо будинки в місті були дерев'яними, під солом'яними стріхами. У 1831 році указом Миколи І юридично скасоване маґдебурзьке право. Не вистачало продовольства внаслідок неврожаю 1834 року. Поступово Борзна перетворилася на провінційне містечко Російської імперії.
Після ліквідації маґдебурзького права містом керували органи державного управління. Громада намагалася дбати про те, щоб до них приходили компетентні та шановані люди. На початку 1860-х років Борзнянську міську думу очолював купець Степан Білоус.
Для соціально-економічного розвитку міста велике значення мали Київсько-Петербурзьке шосе, Любаво-Роменська і Курсько-Київська залізниці, Київсько-Московська поштова дорога. Поступово Борзна перебудовувалася — у місті з'явилася поштова станція.
До 1859 року кількість населення в місті досягла 8453 жителів: 3054 міщан, 2096 козаків, 2205 поміщицьких селян. До 1861 року число лавок збільшилося до 58. Місто перетворилося на один з центрів хлібної торгівлі в Україні. З'явилися два цегельних заводи, п'ять гончарних майстерень, дві чинбарні. В цей час у Борзні працювали 771 ремісник. Особливо багато вироблялося шкір і овчини. Виготовлені місцевими майстрами кожушки і чоботи продавалися не тільки в Україні, а і поставлялися в сусідні російські губернії і навіть на Кавказ. Мешканців обслуговувала лікарня на 25 ліжок (відкрилася в середині XVIII ст.). При чотирьох церквах були приходські школи, у яких вчилися 80 дітей. З 15 серпня 1824 року діяло повітове училище, відкрите коштом качанівського поміщика Григорія Степановича Тарновського. У 1893 році з'явився новий навчальний заклад — на прохання земської управи Борзнянського повіту була організована школа садівництва, городництва і бджільництва. Її інтендант Сичов цю землю купив у міській управі, де за короткий час побудував будинок, нині гуртожиток хлопців. У Сичова земська управа купила садибу з будинкові й одразу ж почала будувати новий будинок для школи садівництва з трьома класами, залом, квартирою для завідувача школи (цей будинок школи садівництва був спалений німцями запальною бомбою у 1941 році).

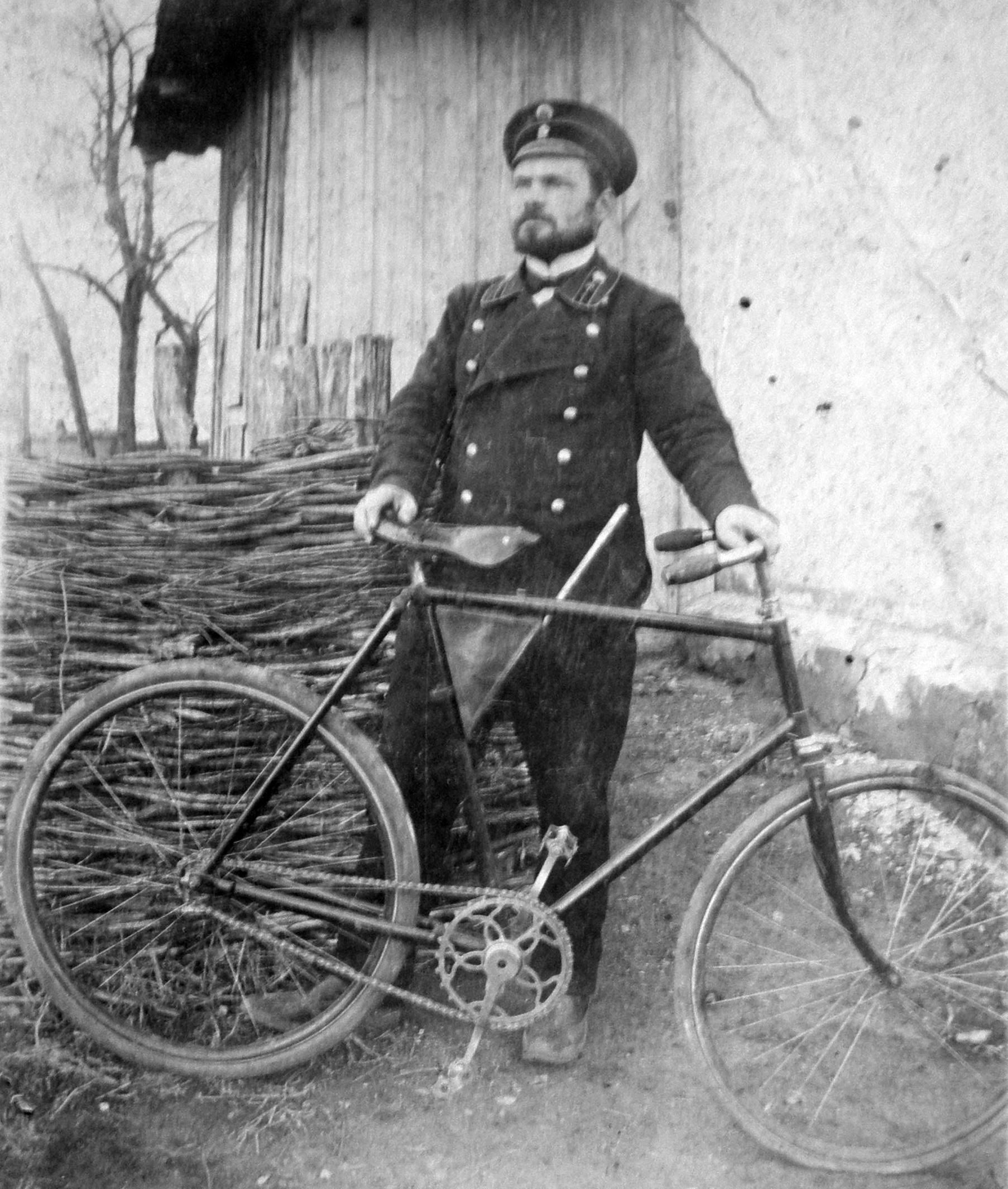
Борзнянський поштмейстер Хоменко Михайло Михайлович

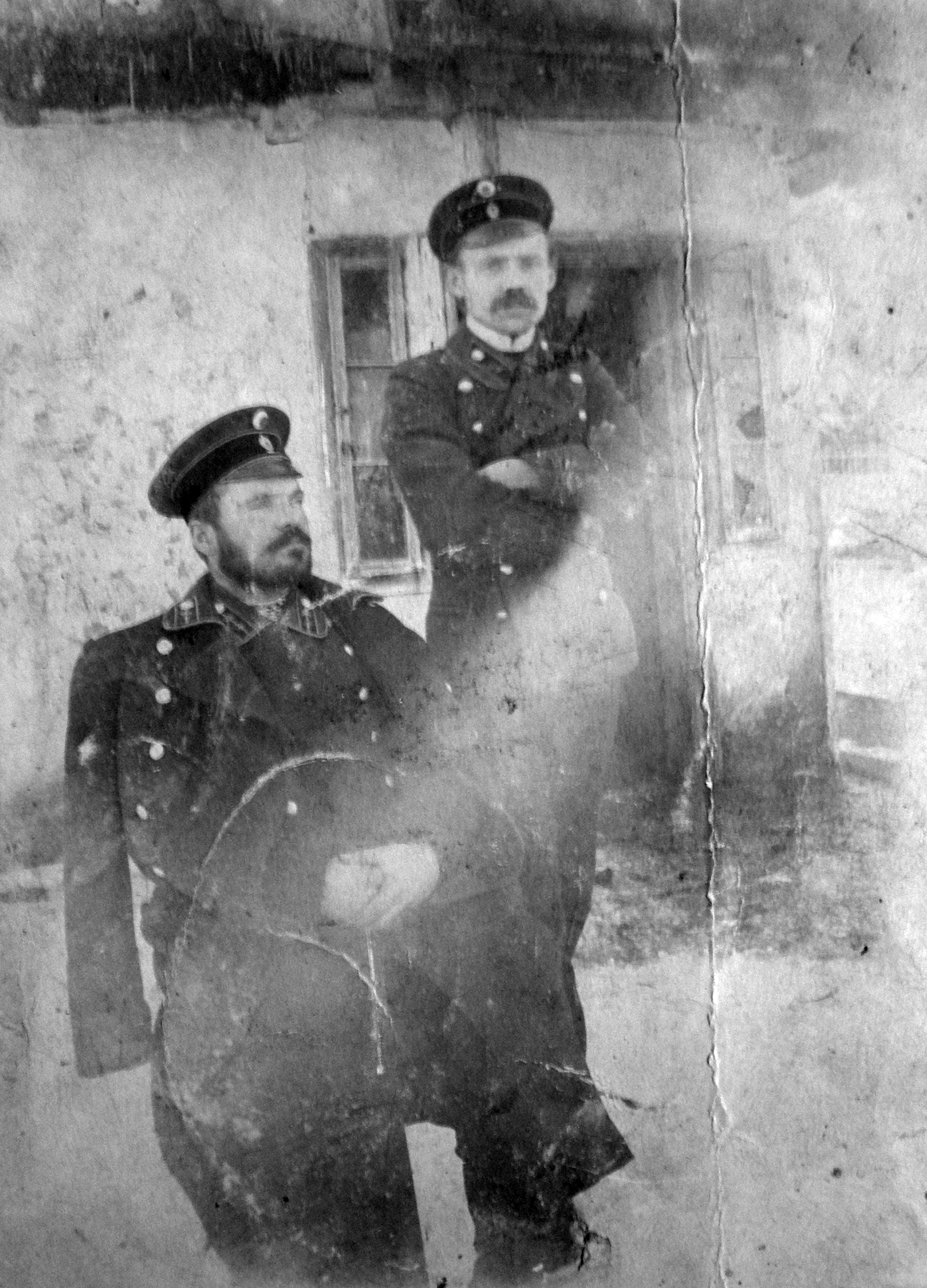
Колектив поштової станції (1916 рік)

Брокгауз і Єфрон описують Борзну на початку XX століття: «У місті Борзна 8582 жителів, будинків 1569, церков православних 4. Місто дуже бідне: магазинів 10, крамниць 70, кам'яних будинків 2; маслоробні і шкіряні заводи; розведення тютюну; міської землі 720 десятин. Число осіб, що володіють нерухомим майном — 1248. Міські доходи 1750 рублів. Приміські села Кінешевка і Часниківка мають 1267 чол. жителів, які приєднані до міського. Незважаючи на значну старовину і зручне положення, місто Борзна не розвивається ні в промислово-заводському або торговому відношенні, ні щодо зростання населення».
XX століття Борзна зустріла як провінційне містечко зі своїми подіями місцевого значення. Однак не оминули її події революції 1905—1907 років. У 1905 році на боротьбу за покращання умов навчання, життя і роботи піднялися слухачі школи садівництва, городництва і бджільництва. Але їхній виступ був придушений, керівники віддані під суд і заслані до Сибіру.
З 1908 до 1914 року повітове земство посприяло будівництву у Борзні народного дому та амбулаторії, спорудженню тротуарів, освітленню вулиць, відкриттю міського громадського банку, утворенню телефонної мережі. У 1912 році на території школи садівництва був побудований будинок для земської управи та засідання мирових суддів (після встановлення радянської влади цей будинок став головним навчальним корпусом радгоспу-технікуму). В будинку, де тепер розміщуються квартири викладачів, до революції була земська бібліотека та земська каса дрібного кредиту. У 1913 році у будинку, де нині розташований історико-краєзнавчий музей, була побудована телефонна станція. У 1915 році для потреб земства було придбано перший у місті автомобіль.

### Визвольні змагання 1917—1921 років
Лютнева революція, жовтневі події 1917 року надовго змінили патріархальний уклад життя містечка.
Радянську владу в Борзні встановлено 17 (4) січня 1918, коли більшовицька армія Михайла Муравйова, що прямувала на Київ, захопила Борзну. Однак після укладення Берестейського миру і домовленості з німецьким та австрійським урядами про звільнення України від більшовицької окупації упродовж березня-квітня німецько-австрійські війська зайняли Лівобережну Україну. Борзну також зайняв загін німецьких військ.
Сформований за гетьмана Скоропадського 29-й борзенський піхотний полк армії Української держави, який входив до складу 10-ї піхотної дивізії, брав участь у боях з німцями і більшовиками на Чернігівщині й Полтавщині щонайменше до антигетьманського повстання.
На початку січня 1919 року наступ на лівобережну Україну розпочала Українська радянська армія Антонова-Овсієнка. В першій декаді січня Борзну зайняли 2-й Таращанський полк 1-ї дивізії 1-ї армії Українського фронту РККА, очолюваної Іваном Локотошем (колишній есерівський бойовик, з 1917 року — більшовик, чекіст, сталінський висуванець з Царицинського фронту) та Прилуцько-Борзенський військово-революційний загін Петра Ковтуна.
Борзнянці без ентузіазму прийняли більшовицькі «реформи» і як могли протистояли московській окупації. В березні 1919 року селяни Борзенського, Ніжинського і Конотопського повітів підняли повстання проти більшовиків через реквізицію хліба, яке було жорстоко придушене. Тогочасна газета наголошувала, що «скрізь, де проходять червоноармійці, відбувається погром… А 8 березня, коли перший та третій Таращанські полки відмовились іти на фронт проти Директорії, їх оточили московські полки, обеззброїли, розстріляли кожного десятого і після того знову послали на фронт».
Черговий раз Борзна «перейшла з рук в руки», цього разу вже денікінцям генерала Бредова, коли Добровольча армія Денікіна розпочала похід на Москву. Наприкінці серпня 1919 року війська 5-го кавалерійського корпусу генерала Юзефовича захопили Конотоп і Бахмач.
У ніч на 10 вересня «добровольці» кінногвардійського загону ротмістра Будди-Жемчужникова вчинили в Борзні єврейський погром. Щонайменше двадцять чотири борзнянських євреї були вбиті (серед них п'ятеро старих), а їхні хати спалені, майно розграбоване. Козаки безжально знущалися над жидами, а потім рубали людей шаблями, перед цим обібравши їх до нитки. Не жаліли ні дітей 12—13 років, ні старців. За свідоцтвами очевидців, понад 100 жінок і дівчат були зґвалтовані. Збитки єврейської громади міста від погрому і підпалів склали до 25 млн рублів. Тодішні київські газети інформували: «Під час погрому в Борзні було убито багато євреїв… Жінок, молодих і старих, ґвалтували прямо на вулиці. Ті євреї, яким вдалося вижити, ховалися в лісах і болотах». Місцеве корінне населення, як свідчив голова Ради Борзенської єврейської громади Яків Расновський, з обуренням сприйняло дії загарбників, і не тільки не брало участі в погромі, а сприяло в спасінні майна від розграбування та давало притулок зацькованим євреям.
Відновлення буржуазно-поміщицьких порядків, антиукраїнська політика, репресії, єврейські погроми призвели до виникнення на Борзнянщині масового повстансько-партизанського руху, спрямованого проти денікінської диктатури. Проте партизанські загони мали різну політичну орієнтацію, причому досить широкого спектра — від радянських та петлюрівських формувань — до політично невизначених, так званих, партизан-безвладників.
Крах загального наступу армії Денікіна на Москву привів не лише до тотального відступу білих, але і до перелому в усій Громадянській війні. В середині жовтня 1919 року розпочався контрнаступ Південного фронту Червоної армії. На лівій «українській» ділянці білогвардійського фронту в кінці жовтня почався наступ 12-ї радянської армії на Чернігівщині. Втретє і остаточно в Борзні радянська влада встановилася 5 листопада 1919 року: білі, здавши Чернігів (7 листопада) і Бахмач (18 листопада), відійшли на лінію Конотоп — Глухів. Але до встановлення «твердої і зразкової» влади рад на борзнянщині було ще далеко. Партизанські загони продовжували активно діяти. Секретний відділ ВНК доповідав у Москву в травні 1920 року: «Весь Борзенський повіт, за винятком кількох сіл, носить самостійницький характер, являє сприятливий ґрунт для петлюрівської агітації і чекає приходу петлюрівців». «В Борзнянському районі Чернігівської губернії оперує банда з 250 осіб під керівництвом петлюрівських офіцерів»,— містило інформацію агентурне зведення оперативного відділу Київського військового округу від 22 травня 1921 року. Повстанські загони активно протидіяли політиці «розкуркулення». На борзнянщині ще довго діяли «банди» Хруща та Степана Несукая. Особливо новій владі дошкуляв загін Несукая, який діяв у Борзнянському, Сосницькому і Конотопському районах аж до 1924 року.

### Міжвоєнний період

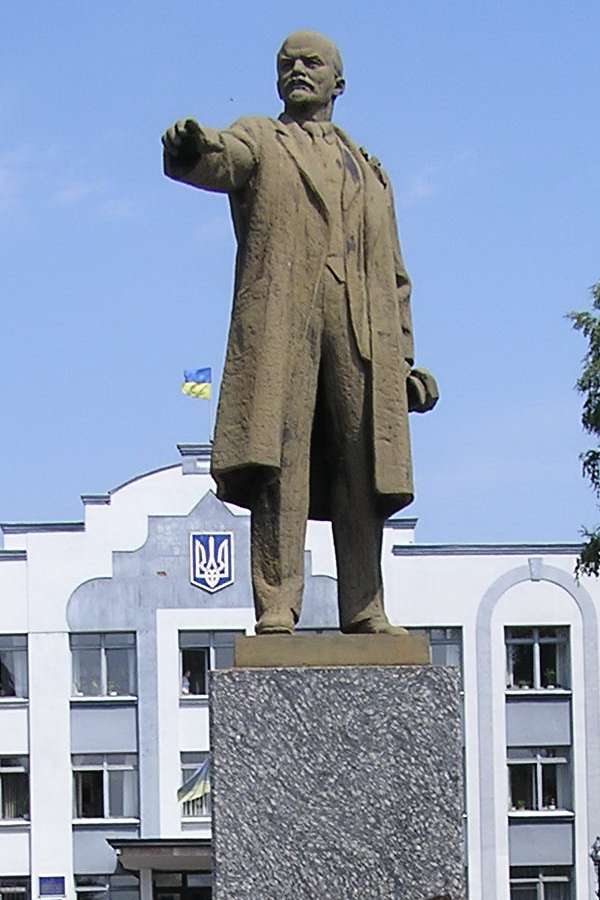
Пам'ятник В. Леніну в центрі Борзни (1982—2014)

У другій половині 1920-х в Борзні розпочався процес післявоєнної відбудови. У селищі запрацювала електростанція, відкрились педагогічні курси, дитяча художня студія, народний дім, дві бібліотеки, хата-читальня тощо. З жовтня 1931 року в Борзні випускається районна газета «Колгоспник Борзенщини» (нині — «Вісті Борзнянщини»).
Страшним молохом впав на борзнянців голодомор 1932—1933 років. Містяни, як «зривники хлібозаготівлі», постановою бюро Борзнянського райкому КП(б)У 25 листопада 1932 року занесені на «чорну дошку». А на 15 березня 1933 року Борзна і Шаповалівка були офіційно віднесені до «найбільше уражених харчовими труднощами» населених пунктів Чернігівщини. Життя приміських колгоспників було злиденне. 15 березня 1933 року райвідділ ДПУ таємною депешею доповідав керівництву, що в Борзні і Шаповалівці голодують «колгоспних родин — 5, індивідуальних — 35, разом — 300 душ». В доповідній записці облвідділу ДПУ обкому КП(б)У повідомлялося: «В селищі Борзна голодає 20 сімей бідняків членів колгоспу „Червона Зірка“, які мають багато непрацездатних… В селі Шаповалівка 15 бідняцьких сімей, членів колгоспу „Переможець“, голодують, дві сім'ї опухли з голоду».
У 1932—1933 роках померлими від голоду офіційно зареєстровані щонайменше 12 жителів самої Борзни (разом з Забілівщиною), 2 — Великої Загорівки, 17 — Оленівки, 16 — Шаповалівки. Важливою особливістю голодомору на борзнянщині є факт голодування не тільки селян, а й робітників і службовців. Через голод у 1933 році був зірваний навчальний процес у школах.
Багато борзнянців намагалися врятуватися від голоду в сусідніх районах Росії та Білорусі, хоч виїзд селян був офіційно заборонений і відстежувався органами ДПУ; значна їхня частина подалася також на Донеччину.
Не встигли оговтатись від голоду, як почалася Друга світова війна.

### Друга світова війна
Наприкінці серпня 1941 року, у ході битви за Київ, німецька 2-га танкова група генерала Гудеріана почала наступ проти військ Південно-Західного фронту генерал-полковника Кирпоноса в напрямку на Конотоп з метою форсувати Десну і вийти в глибокий тил Південно-Західного фронту. Їм протистояла 21-ша армія під командуванням генерал-лейтенанта В. І. Кузнецова. Штаб армії перебував у Борзні. У перших числах вересня тут розгорнулися запеклі бої. 5 вересня Кузнецов віддав наказ на відвід військ армії на південний берег Десни, але заходи були розпочаті вже надто запізно. 10 вересня противник силами танкової дивізії СС «Райх», 1-ї кінної дивізії, 293-ї, 112-ї, 45-ї і 131-ї піхотних дивізій прорвав фронт на ділянці Конотоп — Бахмач і зайшов у тил армії. 11 вересня 1941 року 219-та стрілецька дивізія, війська якої захищали Борзну, змушена була залишити місто і відступити в напрямку Оленівки. Вночі, після швидкоплинного бою, німці увійшли у місто. Полеглі захисники Борзни були поховані місцевими жителями в двох братських могилах на міському кладовищі і поряд зі школою. Пізніше, після війни, на місці поховання був закладений Шкільний парк і споруджений монумент Захисникам міста.

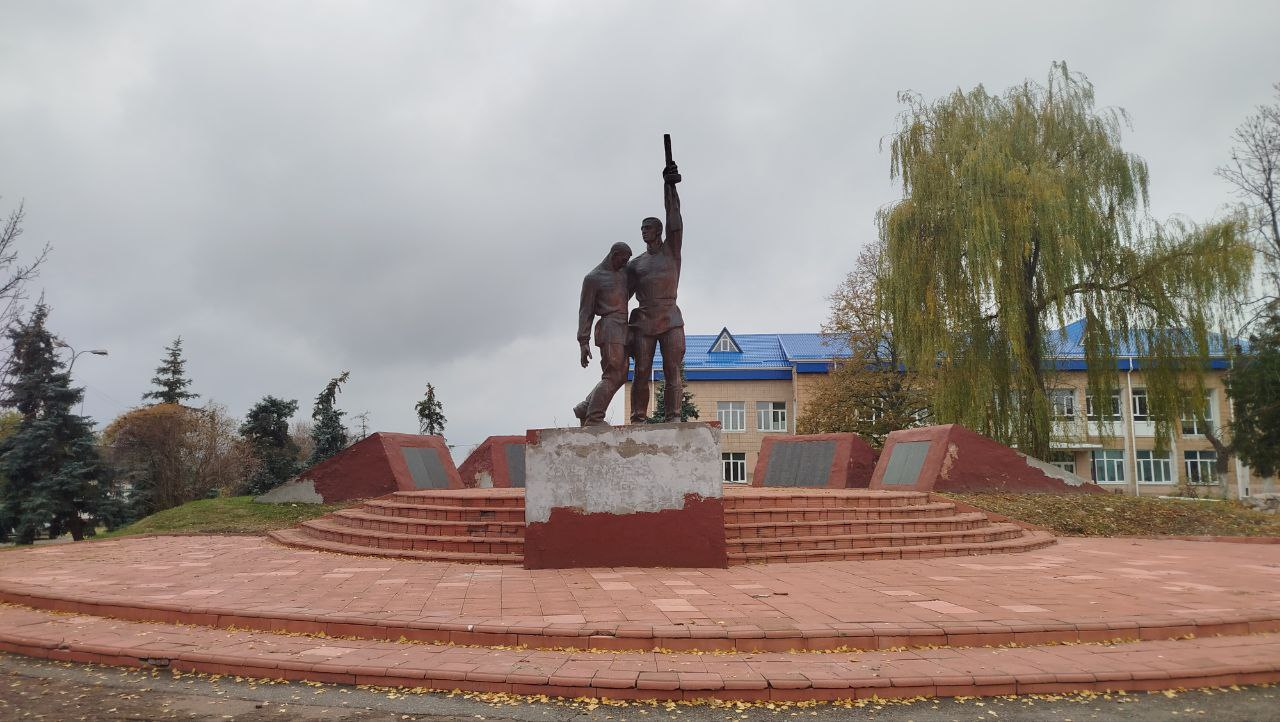
Монумент землякам, які загинули під час Другої світової війни — 2024 р.

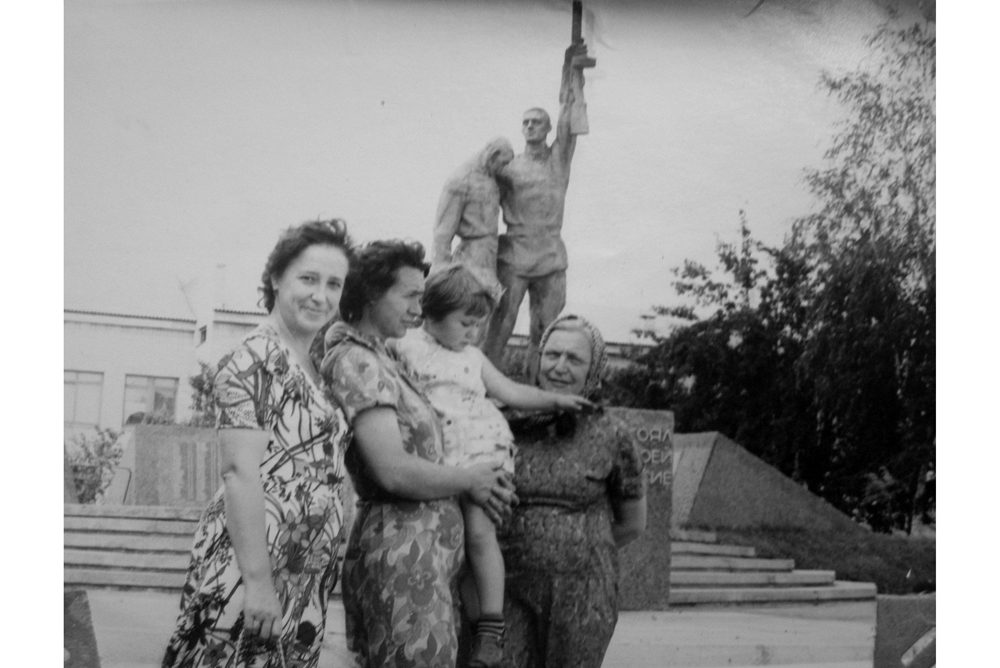
Монумент в рік відкриття — 1975 р.

Важких втрат зазнала Борзна під час окупації — 179 її мешканців були вивезені в Німеччину, а 126 були розстріляні німецькими загарбниками біля села Шаповалівка. Найбільше постраждали євреї, яких у Борзні залишалося близько 110 осіб. Вночі 18 січня 1942 року солдати і поліцаї зігнали всіх борзнянських євреїв та погнали у бік Шаповалівки. В ту ніч у протитанковому рові було розстріляно 104 євреї. Лише дехто, хто зміг переховатися у сусідів, пережив цю страшну різанину. З жовтня 1942 до вересня 1943 року воєнні злочини й безчинства на Борзнянщині здійснювали військовослужбовці угорської 105-ї легкої дивізії зі складу Східної окупаційної групи військ за вказівками командувача групою генерал-лейтенанта Золтана Йогана Алдя-Папа.
В період окупації у місті діяла підпільна комсомольська організація, яка підтримувала зв'язок із партизанським загоном.
26 серпня 1943 року розпочалася Чернігівсько-Прип'ятська наступальна операція радянських військ Центрального фронту генерал-полковника Рокоссовського, метою якої було завдати головного удару силами 2-ї танкової, 65-ї і частиною сил 48-ї і 60-ї армій на Новгород-Сіверському напрямку, допоміжний удар — силами 60-ї армії на Конотопському напрямку, розгромити війська противника і вийти на середню течію Дніпра. На початку вересня війська 60-ї армії генерал-лейтенанта Черняховського, спрожогу форсувавши Сейм, розпочали наступ вздовж залізниці Конотоп — Бахмач — Ніжин і лівого берега Десни. На Борзнянському напрямку наступ вівся з плацдарму в районі Нових Млинів силами 322-ї стрілецької дивізії 17-го гвардійського стрілецького корпусу (командир — полковник Лащенко Петро Миколаєвич). В ході стрімкого наступу до кінця дня 7 вересня 1943 року Борзна була звільнена від німецьких загарбників. Однак наступної доби німці перейшли в контрнаступ з боку Ільїнців і Мавошино. Запеклі бої на західних околицях Борзни тривали до 12 вересня. Під час звільнення Борзни загинуло дев'ять радянських солдатів, які були поховані на центральній площі міста.
На фронтах Другої світової війни загинули 562 борзнянці. У 1975 році в центрі міста був встановлений монумент загиблим землякам, де на гранітних плитах були висічені імена усіх загиблих борзнянців.
Під час війни і в післявоєнний період на борзнянщині діяв осередок ОУН так званої «Конотопської округи», а у 1947–1949 роках у Борзні діяла молодіжна підпільна група під проводом Василя Теребуна з Кинашівки. До неї входили чотири члени і вісім «співчутливців». Члени організації пропагували ідеї утворення «Самостійної України», знайомили молодь Борзни і сіл з антирадянськими прокламаціями і підпільною літературою, а в ніч з 6 на 7 листопада 1948 року (переддень річниці Жовтневої революції) розповсюдили у Борзні листівки, «спрямовані на зрив заходів радянської влади».

### Повоєнний час

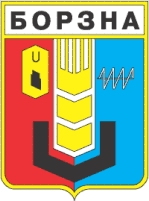
Герб Борзни зразка 1975 року

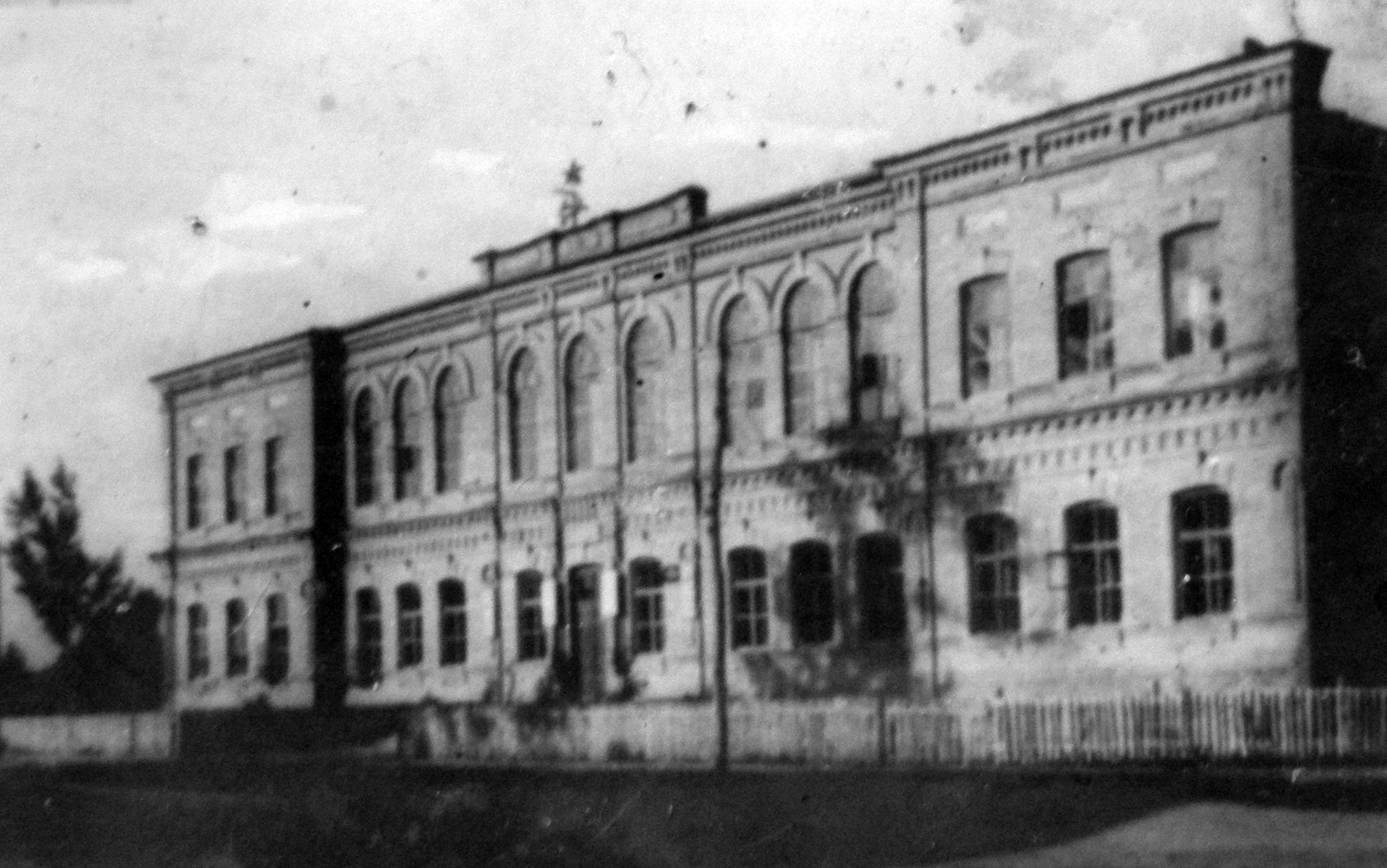
Будинок борзнянської середньої школи
(нині — гімназія ім. П.Куліша) післявоєнне фото

За адміністративно-територіальним поділом СРСР до 1966 року Борзна вважалася селищем. У 1966 році вона отримала статус міста. 26 серпня 1966 року Борзна віднесена до категорії міст районного підпорядкування.
Відразу після визволення Борзни відновила роботу МТС. Пізніше на річці Борзенці спорудили дамбу з гідроелектрогенератором. Гідроелектростанція живила електроенергією не тільки Борзну, а і прилеглі села.
Однак ще довго оселі борзнянців опалювалися дровами і торфом, а воду брали з колодязів.
У 1970-х роках борзнянців під'єднали до центрального водопостачання, у 1980-х провели газ.
Наприкінці 1980-х років в Борзні працювали об'єднання «Райсільгосптехніка», філія одного з київських номерних радіозаводів, цегельний завод, завод продтоварів, хлібзавод, молокозавод, радгосп-технікум, дві середні школи і школа-інтернат.

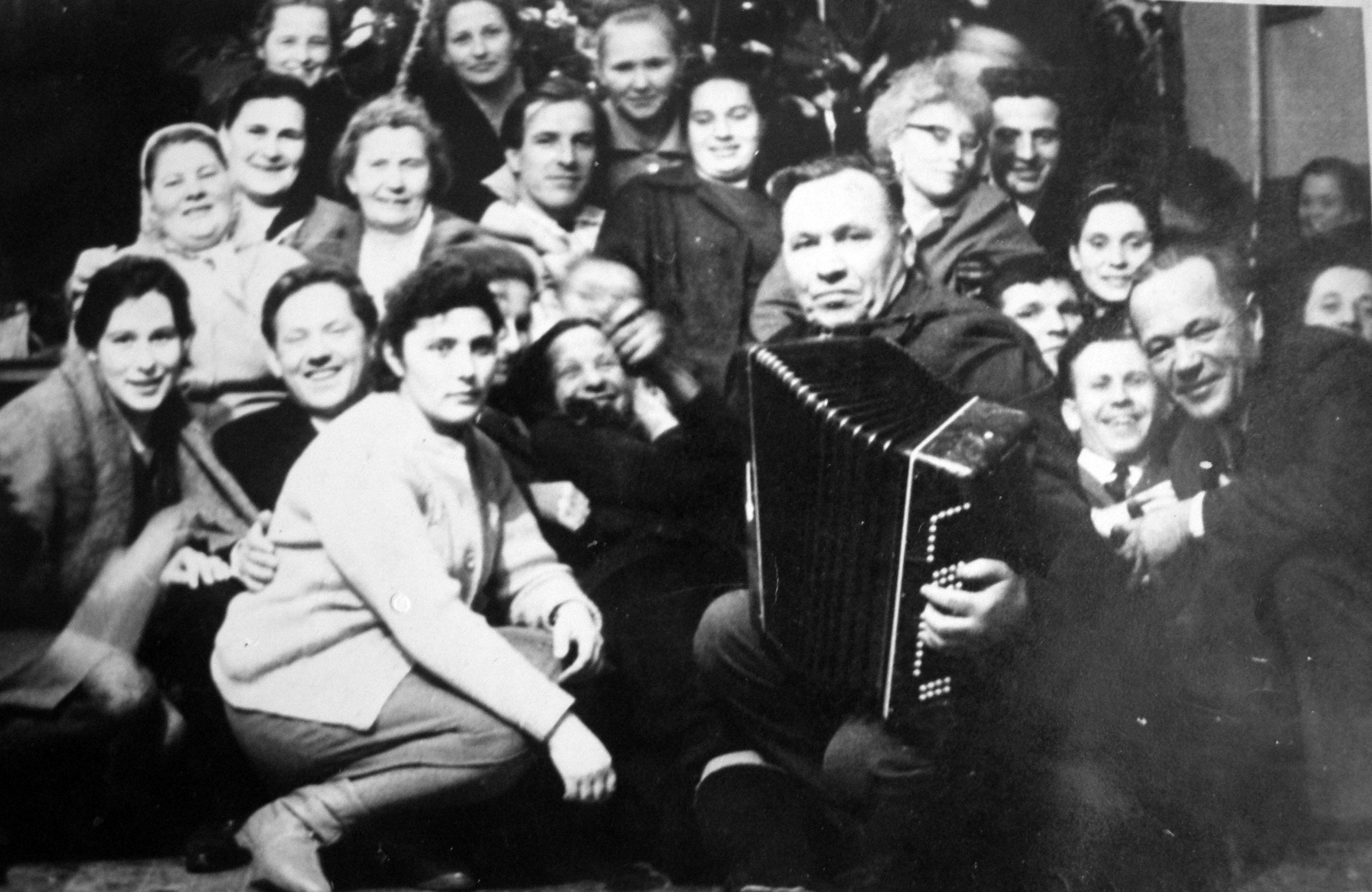
Колектив «Сільгосптехніки», 1967 рік
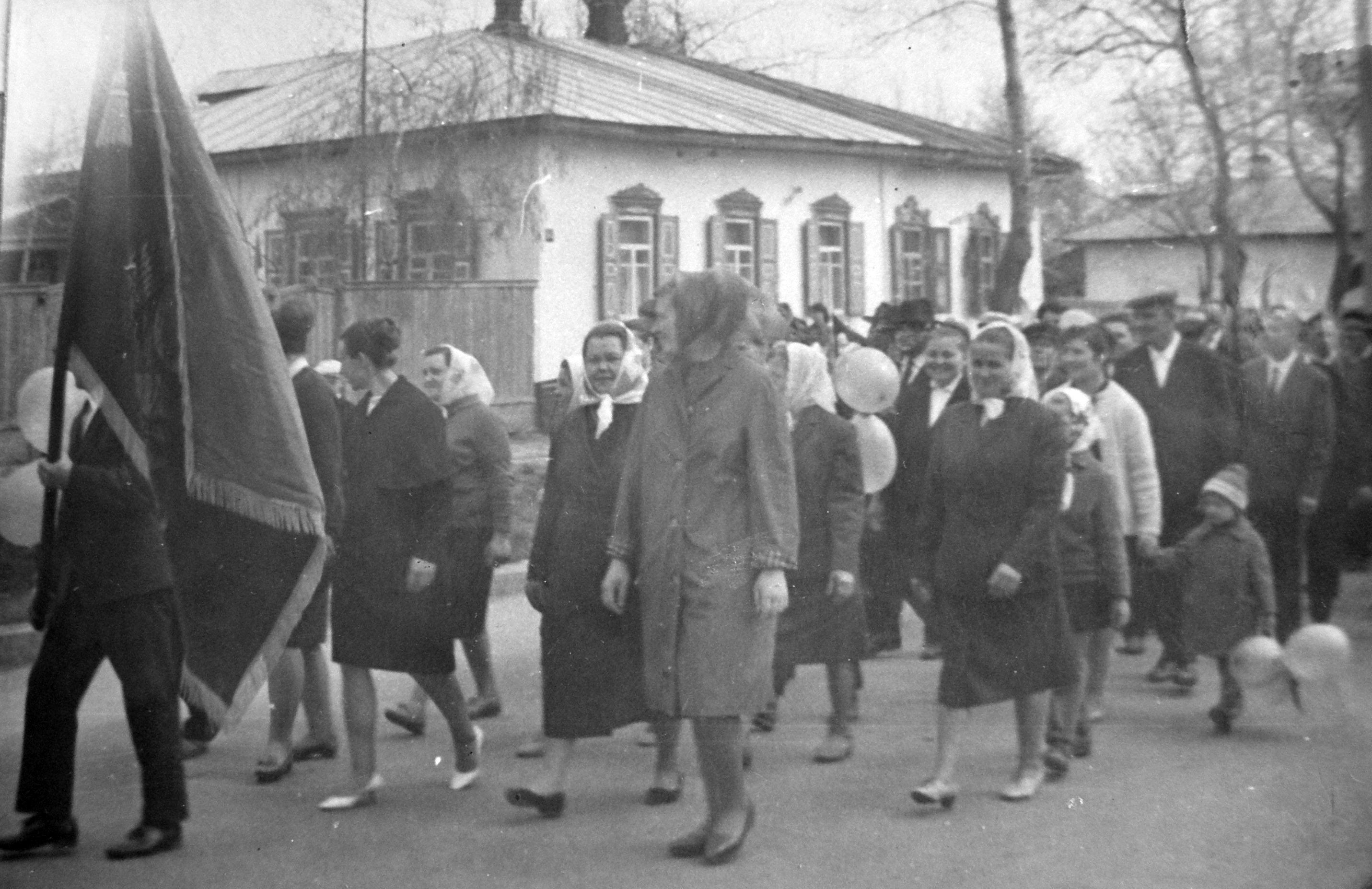
Першотравнева демонстрація, 1970 рік
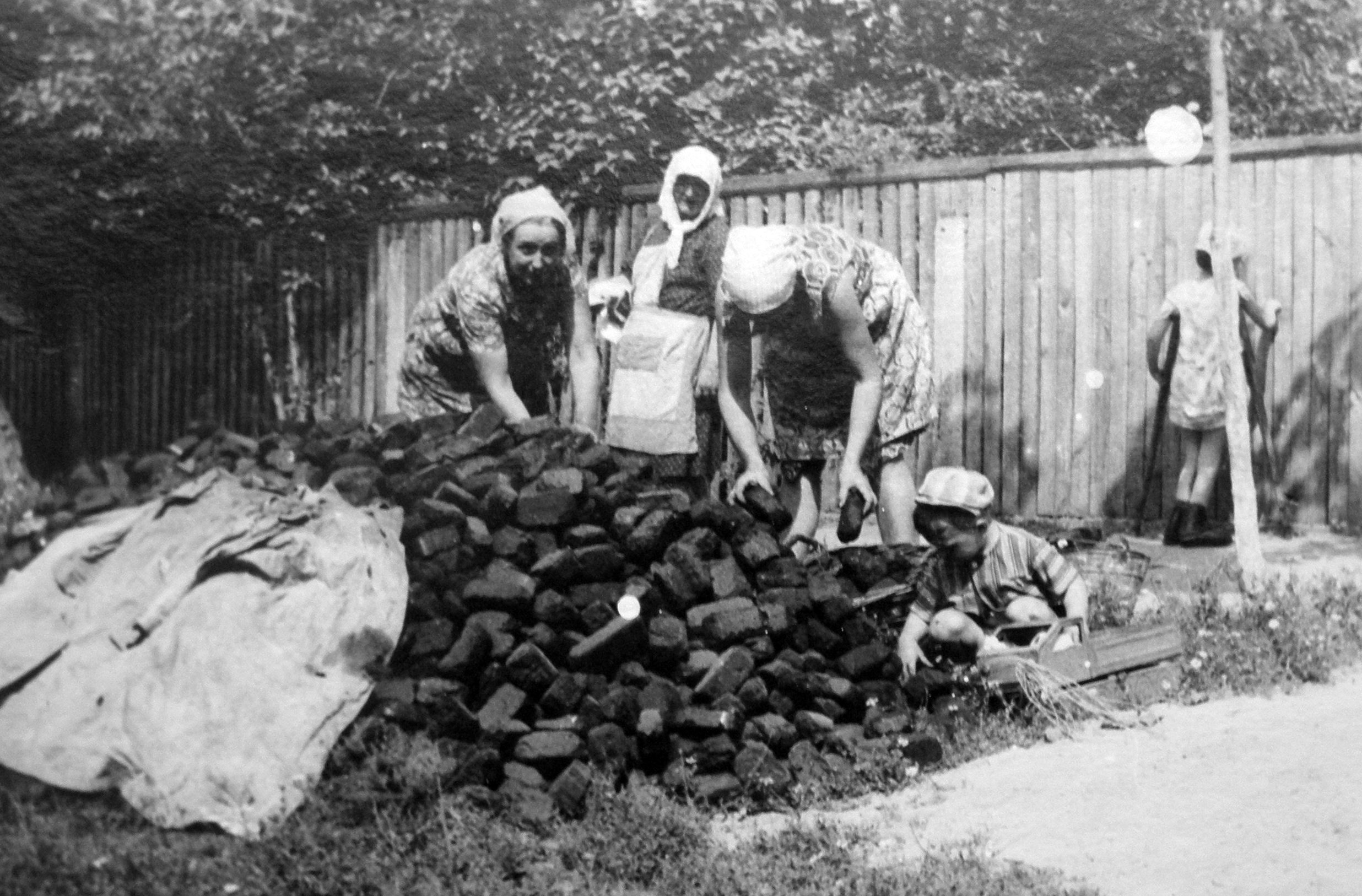
Заготівля торфу на зиму, 1972 рік

### Доба незалежності
Після економічного спаду 1990-х років економіка Борзни відроджується. В місті працюють понад десяток сільськогосподарських і промислових підприємств. Розвинена мережа закладів соціальної сфери.
У 1996 році у Борзні відкрився після реконструкції музей-садиба народного художника України Олександра Саєнка, який діє сьогодні не лише як музей митця, а і як осередок збереження, примноження та поширення історії, культури та традицій Борзнянщини. Щороку тут проводяться зустрічі з відомими людьми — уродженцями Борзни, які проживають за межами Чернігівської області та України, а також зі славними земляками, родинами, що живуть тут нині і своєю працею та громадською діяльністю роблять помітний внесок у розвиток історії і традицій рідного краю.
У 2002 році відкрито історико-меморіальний музей-заповідник Пантелеймона Куліша на хуторі Мотронівка, де колись проживав цей видатний письменник і етнограф.
Останні роки в місті відбудований Свято-Миколаївський храм, відроджуються із запустіння Святовасилівський храм та церква Різдва Христова.
В місті діють сільськогосподарський технікум, гімназія, школа-інтернат.

### Епідемія коронавірусу
28 березня 2020 року в місті було зареєстровано перший випадок інфікування COVID-19, це також перший випадок в області. 29 березня було повідомлено про ще одну підозру на коронавірус.

## Фізико-географічні умови
Місто розташоване на півночі України, на сході Чернігівської області, на межі Полісся і лісостепу Придніпровської низовини, по обидва береги Борзенки.
Раніше північна околиця міста рясніла болотами і трясовинами, через те що дуже закрутиста, багата заплавами, старицями і протоками Десна, повільно відступаючи до Сейму, залишала за собою вузькі низини і глибокі затягнуті мулом озера. У всіх напрямках місцевість низинна, як до Батурина і Бахмача, так і до Ніжина й Івангорода.
Клімат помірно континентальний, м'який, з достатнім зволоженням. Середньорічні температури: січня −7 °C, липня +19 °C. Середньорічна кількість опадів 550—660 мм.
| Клімат Борзни                                                      | Клімат Борзни | Клімат Борзни | Клімат Борзни | Клімат Борзни | Клімат Борзни | Клімат Борзни | Клімат Борзни | Клімат Борзни | Клімат Борзни | Клімат Борзни | Клімат Борзни | Клімат Борзни | Клімат Борзни |
| Показник                                                           | Січ.          | Лют.          | Бер.          | Квіт.         | Трав.         | Черв.         | Лип.          | Серп.         | Вер.          | Жовт.         | Лист.         | Груд.         | Рік           |
| Середній максимум, °C                                              | −2            | −1            | 5             | 13            | 19            | 22            | 23            | 22            | 17            | 10            | 2             | −1            | 10            |
| Середня температура, °C                                            | −7,7          | −6,4          | −1,1          | 7,9           | 14,9          | 18,0          | 19,2          | 18,2          | 13,0          | 6,6           | 0,6           | −4,1          | 6,6           |
| Середній мінімум, °C                                               | −10           | −9            | −3            | 3             | 9             | 13            | 14            | 13            | 8             | 3             | −1            | −6            | 3             |
| Норма опадів, мм                                                   | 43            | 33            | 38            | 39            | 55            | 68            | 77            | 62            | 45            | 38            | 52            | 53            | 603           |
| ------------------------------------------------------------------ | ------------- | ------------- | ------------- | ------------- | ------------- | ------------- | ------------- | ------------- | ------------- | ------------- | ------------- | ------------- | ------------- |
| Джерело: Середні температури в Борзні. Дані сайту www.meteoprog.ua |               |               |               |               |               |               |               |               |               |               |               |               |               |

Ґрунти дерново-підзолисті сірі, опідзолені, чорноземи. Середній бал родючості 54. Корисні копалини: поклади торфу, промислові запаси глини і піску.
Парки і сади становлять більш ніж половину площі Борзни. Найбільші — місцевий дендропарк і шкільний парк. Основні породи дерев: сосна, дуб, вільха, осика, береза. У лісопарках міста, особливо в багаторічних лісах, гніздиться ряд диких видів птахів, у тому числі хижаків та таких, що гніздяться в дуплах; мешкають різні види кажанів. Більшість цих видів занесено до Червоної книги України. Важливу роль у збереженні біорізноманіття міста відіграє річка Борзенка та штучні озера — зарої (колишні глиняні кар'єри) на північній околиці Борзни. Гнізда лелек можна побачити прямо на вулицях і в дворищах міста.

## Населення

### Катойконіми
Цікаво, що коли до 1963 року Борзна була районним центром Борзенського району, мешканці Борзни і району називалися борзенцями. Після створення у 1965 році Борзнянського району їх стали звати борзнянцями. Російські джерела інколи щодо борзнянців застосовують етнохоронім борзняне.

### Демографічний розвиток
Примітка: Складено за узагальненими даними переписів населення з 1897 року, статистичних збірників «Чисельність наявного населення України» за 2001—2012 роки.
Щільність населення на 2012 рік — 927 осіб на кв. км. За даними Всеукраїнського перепису населення 2001 року частка людей пенсійного віку серед населення міста становить близько 37 %. Співвідношення населення чоловічої і жіночої статі становить 45/55.

### Національний склад
Національний склад населення за даними перепису 2001 року:
| Національність  | Відсоток |
| --------------- | -------- |
| українці        | 97,05%   |
| росіяни         | 2,18%    |
| цигани          | 0,21%    |
| білоруси        | 0,16%    |
| інші/не вказали | 0,40%    |

### Мовний склад
Рідна мова населення за даними перепису 2001 року:
| Мова            | Чисельність, осіб | Відсоток |
| --------------- | ----------------- | -------- |
| Українська      | 11 265            | 97,80%   |
| Російська       | 227               | 1,97%    |
| Білоруська      | 10                | 0,08%    |
| Вірменська      | 2                 | 0,02%    |
| Румунська       | 2                 | 0,02%    |
| Циганська       | 1                 | 0,01%    |
| Гагаузька       | 1                 | 0,01%    |
| Німецька        | 1                 | 0,01%    |
| Інші/Не вказали | 9                 | 0,08%    |
| Разом           | 11 518            | 100%     |

Мовний та релігійний склад населення Борзни за даними перепису 1897 року
| Мова       | Кількість | Частка |  | Віросповідання | Кількість | Частка |
| українська | 10486     | 86,6 % |  | православні    | 10972     | 87,6 % |
| їдиш       | 1515      | 12,1 % |  | юдеї           | 1516      | 12,1 % |
| російська  | 109       | 0,9 %  |  | інші           | 38        | 0,3 %  |
| польська   | 29        | 0,2 %  |  |                |           |        |
| білоруська | 13        | 0,1 %  |  |                |           |        |

### Політичні уподобання
Під час парламентських виборів в Україні 2012 року політичні уподобання борзнянців розділилися наступним чином:
| Парламентські вибори 2012, результати голосування | Парламентські вибори 2012, результати голосування | Парламентські вибори 2012, результати голосування | Парламентські вибори 2012, результати голосування | Парламентські вибори 2012, результати голосування |
| ------------------------------------------------- | ------------------------------------------------- | ------------------------------------------------- | ------------------------------------------------- | ------------------------------------------------- |
| Політичні сили                                    |                                                   |                                                   |                                                   | %                                                 |
| Всеукраїнське об'єднання «Батьківщина»            | Всеукраїнське об'єднання «Батьківщина»            |                                                   | 30.5                                              | 30.5                                              |
| Радикальна партія Олега Ляшка                     | Радикальна партія Олега Ляшка                     |                                                   | 21.7                                              | 21.7                                              |
| Партія регіонів                                   | Партія регіонів                                   |                                                   | 14.9                                              | 14.9                                              |
| Партія УДАР                                       | Партія УДАР                                       |                                                   | 11.6                                              | 11.6                                              |
| Комуністична партія України                       | Комуністична партія України                       |                                                   | 9.8                                               | 9.8                                               |
| Всеукраїнське об'єднання «Свобода»                | Всеукраїнське об'єднання «Свобода»                |                                                   | 6.4                                               | 6.4                                               |
| Партія «Україна — Вперед!»                        | Партія «Україна — Вперед!»                        |                                                   | 1.4                                               | 1.4                                               |
| Партія «Наша Україна»                             | Партія «Наша Україна»                             |                                                   | 1.1                                               | 1.1                                               |

## Економіка

ЗАТ «Борзна-Агроінвест» — колишня «Сільгосптехніка»

Напрямки спеціалізації: Основні види промислової продукції, які випускаються підприємствами району: кондитерські вироби, крупи, борошно, хлібо-булочні вироби, найбільше промислове підприємство ЗАТ Фабрика печива «Борзна» (чисельність працівників станом на 2007 р. — 427). У сільському господарстві переважає зерно-бурячне рослинництво, розвинуте тваринництво.
Основні промислові (агропромислові) підприємства:
1. Закрите акціонерне товариство Фабрика печива «Борзна» (Борзна, вул. Ганни Барвінок, 3). Компанія виробляє бісквіти та печиво, вироби пряникові, печиво солодке без какао, печиво здобне.
2. Товариство з обмеженою відповідальністю «Борзна-Агроінвест» (м. Борзна, пров. Урицького, 25). Фермерське господарство, виробничо-торговельна фірма. Сфера діяльності — вирощування пшениці, жита, ячменю, проса, тритикале, кукурудзи, соняшнику, гречки, сої, ріпаку, цукрових буряків, їх тривале зберігання і переробка; виробництво і реалізація борошна, круп, хліба.
3. Товариство з обмеженою відповідальністю «Борзна-Агроптахопродукт» (м. Борзна, пров. Урицького, 20). Птахофабрика. Сфера діяльності — вирощування молодняка птиці, тваринництво.
4. Закрите акціонерне товариство «Борзнянський цегельний завод» ВО «Чернігівбудматеріали» (м. Борзна, вул. Красносільського, 46). Підприємство виробляє вироби з каменю стінового бетонного, керамічну цеглу, іншу неметалеву мінеральну продукцію.
5. Відкрите акціонерне товариство «Квадр» (м. Борзна, вул. Красносільського, 44). Підприємство виготовляє електронне обладнання для телефонних станцій, АОНи, інші вузли електронної апаратури, здійснює модернізацію телефонних станцій.
6. Приватне підприємство «Кронос» (м. Борзна, вул. Красносільського, 44). Підприємство виготовляє запчастини для сільгосптехніки, бури для посадки хмелю і винограду, вакуумні насоси.

Крім того, у Борзні працюють хлібозавод, ковбасний цех, консервний і деревообробний завод. Будівництво на Борзнянщині ведуть «Борзнянський райавтодор», ПМК-116, ВАТ «Чернігівводбуд», управління осушних систем.
У віданні Борзнянського держлісгоспу перебуває 17,9 тис. га лісу, розташованого в шести районах Чернігівської області.

## Освіта

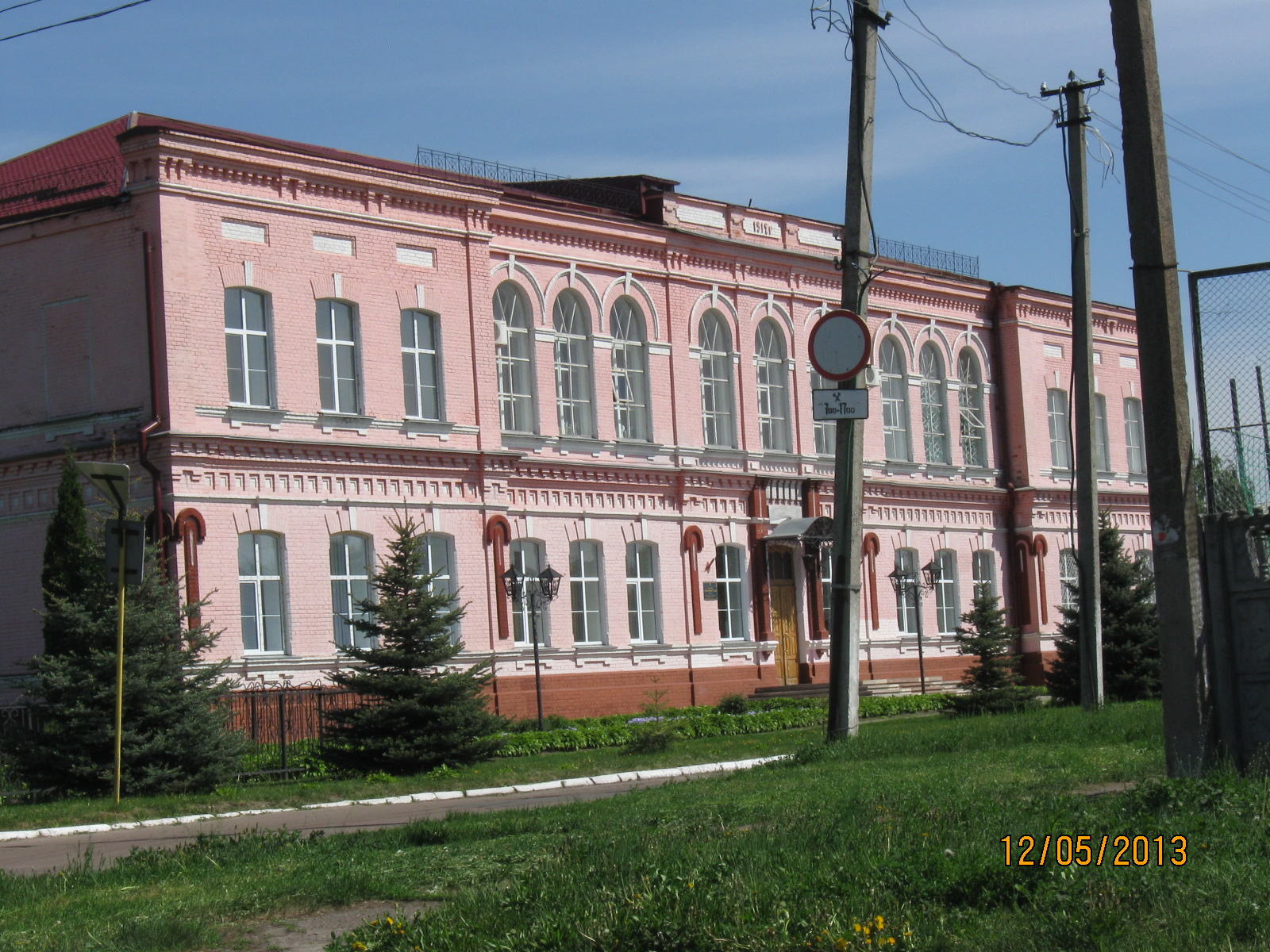
Гімназія ім. Пантелеймона Куліша.

У Борзні працюють Державний сільськогосподарський технікум, гімназія імені Пантелеймона Куліша, загальноосвітня школа-інтернат, загальноосвітня школа I—III ступенів, 3 загальноосвітні школи І ступеня, 2 дитячі садки, будинок дитячої та юнацької творчості, дитячо-юнацька спортивна школа.
Середні навчальні заклади:
1. Борзнянський державний сільськогосподарський технікум (м. Борзна, вул. О. Десняка, 23). Заснований у 1898 році. На денному відділенні, на основі повної та базової середньої освіти, здійснюється підготовка фахівців п'яти профілів: бухгалтерський облік, агрономія, бджільництво, організація і технологія ведення фермерського господарства і зберігання, консервування та переробка плодів і овочів на відділеннях агрономії та бджільництва. На заочному відділенні готують молодших спеціалістів з бджільництва і бухгалтерського обліку. На базі технікуму функціонує навчально-консультаційний пункт Сумського національного аграрного університету.
2. Гімназія імені Пантелеймона Куліша (м. Борзна, вул. Б. Хмельницького, 1). Гімназія готує випускників з поглибленим вивченням предметів математичного та гуманітарного напрямків. Гімназія розташована в історичному будинку, у якому з 1912 року діяло Вище початкове училище (1824–1912 — повітове училище).
3. Борзнянська загальноосвітня школа № 1 (ЗОШ I—III ступенів, м. Борзна, вул. Б. Хмельницького, 3).
4. Борзнянська загальноосвітня школа-інтернат (ЗОШ I—III ступенів, м. Борзна, вул. Красносільського, 3).

В місті функціонує Борзнянська централізована бібліотечна система, діють Центральна районна та Центральна дитяча бібліотеки, які мають великі фонди як загальної, так і краєзнавчої літератури, проводять активну наукову й освітницько-клубну роботу.

## Медицина
Медичні послуги надають районна лікарня, дільничні лікарні й амбулаторії.
Борзнянська центральна районна лікарня займає в Борзні комплекс будівель по вул. Свердлова, 20. Ця садиба була подарована Борзенському земству дружиною депутата Чернігівського Дворянського зібрання від Борзенського повіту І. Д. Білозерського Оленою Миколаївною Білозерською (Забіла) для «устроєнія лікарні».

## Засоби масової інформації
Районна газета в Борзні видається з жовтня 1931 року. Спочатку це був «Колгоспник Борзенщини» — друкований орган РК КП(б)У і Районної Ради депутатів трудящих. Пізніше, у середині 1960-х років, вона отримала назву «Комуністична праця». Тепер це районна громадсько-політична газета «Вісті Борзнянщини» — тижневик Борзнянської районної ради і райдержадміністрації.
Газета виходить щосуботи. Формат А3, обсяг — 4 сторінки. Тираж 5 тисяч екземплярів. Розповсюджується за передплатою. Адреса редакції: Борзна, вул. П. Куліша, 104.
У газеті висвітлюється життя держави й області, місцеві події, публікуються краєзнавчі матеріали. 21 жовтня 2011 року «Вісті Борзнянщини» урочисто відзначили 80-ту річницю від дня виходу у світ першого номера газети.
З часу радіофікації Борзнянщини й досі в Борзні функціонує Редакція районного радіомовлення. Засновниками місцевого радіо є також органи виконавчої влади і місцевого самоврядування району. Журналісти районного радіо щоденно інформують борзнянців про події в світі і в Україні, у районі. Серед проблем дротового мовлення — стійка тенденція до зменшення кількості абонентів, низька якість зв'язку, орієнтованість на старшу вікову групу. Щільність радіоточок становила близько 20 одиниць на 100 сімей. З 2008 року радіо у Борзні працює на радіохвилях - 99,2 FM.

## Транспорт і зв'язок
Відстань автошляхами до обласного центру (Чернігів) — 147 км, приблизний час у дорозі ~ 2 години, до Києва — 187 км, приблизний час у дорозі ~ 3 години.
Попри те, що, на перший погляд, Борзна займає вигідне географічне положення поряд з залізничними (лінії Бахмач — Гомель і Київ — Ніжин — Бахмач Південно-Західної залізниці) і автошляхами (автодорога М02E101 Київ — Москва), потрапити в місто громадським транспортом досить проблематично: до середини 90-х років в Борзні діяло автопідприємство, працювала автостанція, з якої ходили рейсові автобуси на Київ, Чернігів, Бахмач, Ніжин, Ічню, Конотоп, Глухів тощо; однак у часи економічної кризи АТП припинило своє існування, автостанцію закрили. Сьогодні нерегулярні транспортні перевезення здійснюють приватні перевізники.
Приїхати в Борзну з Києва нині найзручніше електропоїздом підвищеної комфортності зі станції Київ-Пасажирський до станції Плиски (приблизний час у дорозі ~ 2,5 години) звідки, прямо від будинку станції, за 20 хвилин вас доставлять у центр Борзни приватні мікроавтобуси.
Автотрафік в місті не напружений. Дороги, переважно з асфальтовим покриттям, задовільної якості. Улюблений засіб пересування борзнянців — велосипед. Якщо пощастить, можна побачити кінний гужовий візок.
Борзна має 100 % покриття для державних, обласних телеканалів та стійкий мобільний зв'язок.
В місті функціонує районний вузол зв'язку з відділеннями ДП поштового зв'язку «Укрпошта» і ВАТ «Укртелеком» (Борзна, вул. Пантелеймона Куліша,100). Поштовий індекс — 16400, міжміський телефонний код — 4653. Районний вузол зв'язку обладнаний зручними кабінами для виходу в Інтернет. Підключення до мережі Інтернет приватних користувачів у квартирах і будинках здійснює місцеве відділення ВАТ «Телекомсервіс» через ADSL-доступ.

## Культура і традиції, туристичний потенціал
|                                | За що ти лаєшся, Тарасу, Що не найшов в Борзні припасу, Якого ти тогді бажав? Сам ти такий, як мене лаєш. За що? ти, може, попитаєш: За те, що в хутор не забіг. Який же ти земляк? Який же ти писака? Неначе гнав тебе собака, Боявся день подаровать, Щоб побувать у мене в хаті, Щоб пісень вмісті заспівати, Якії серце нам гризуть. Ми б на бандурці забринчали, А циганчата б танцьовали, Хоч би вже з лихом пополам. Я б рад би був тобі, як брату, Якби забіг до мене в хату, Неначе б сваху шановав!!! В мене худоби дуже мало, Да ще б найшов горілку, сало! Із’їли б трошки й запили! Да розказав би дещо гарне: Про земляків, не іностранне, Бо я до язиків невдавсь. Дак ні!... |
| — Віктор Забіла, «До Шевченка» | |

Борзна не входить до числа туристичних центрів Чернігівщини, як, наприклад, Батурин, Ніжин, Новгород-Сіверський. Однак і в цьому невеликому містечку є, що подивитися. До того ж у Борзну дуже зручно заїжджати прямуючи до Батурина.

### Музеї та пам'ятки архітектури
Храми та церкви

#### Перелік музеїв і заповідників
- Обласний історико-меморіальний музей-заповідник П. Куліша «Ганнина пустинь» (Борзна, хут. Мотронівка);
- Художньо-меморіальний музей «Садиба народного художника України О. Саєнка» (Борзна, вул. Партизанська, 58);
- Борзнянський історико-краєзнавчий музей (народний) (Борзна, вул. Лугова, 4).

#### Меморіальні пам'ятники

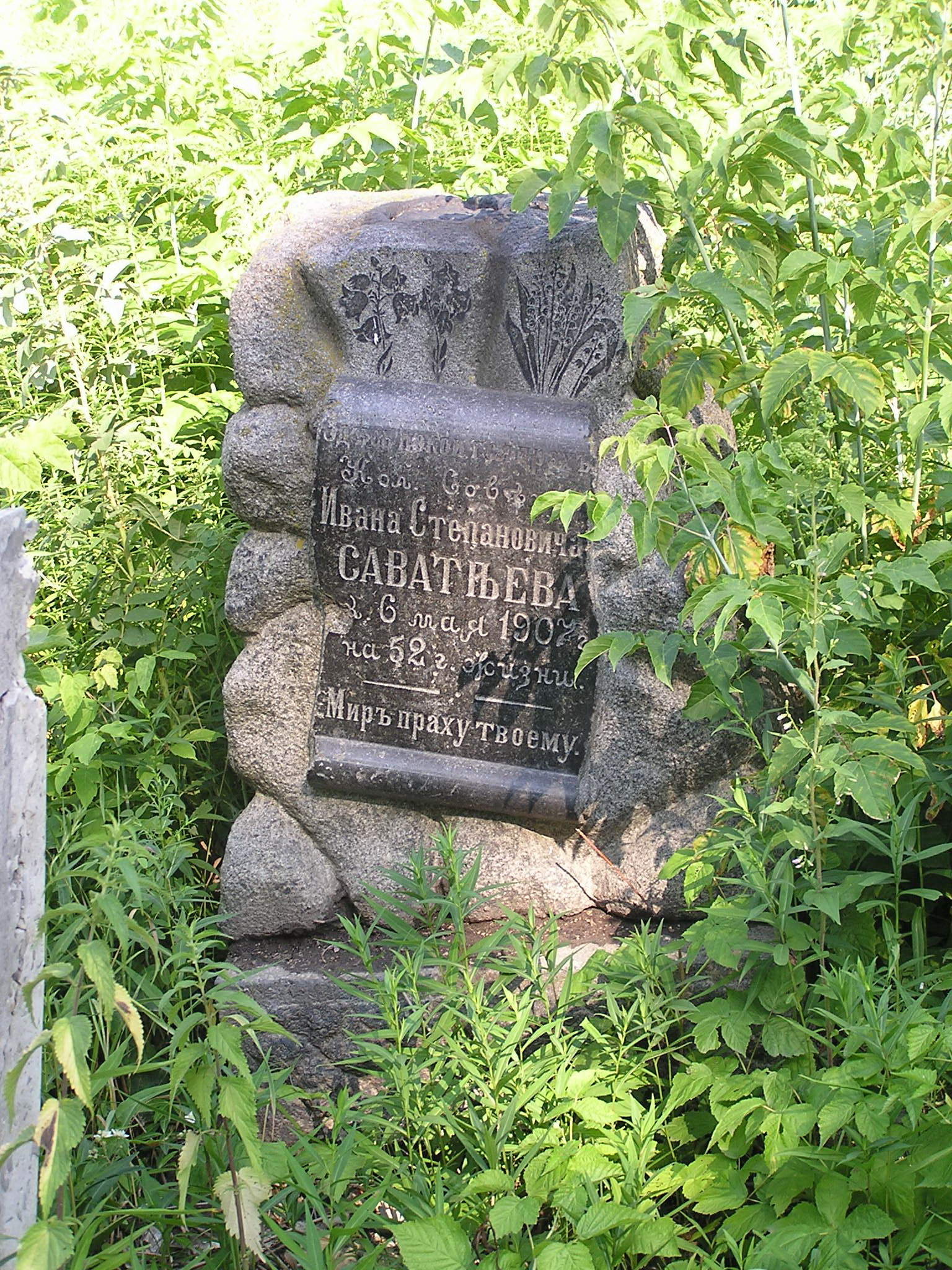
Надгробок початку XX століття на міському кладовищі

- Монумент землякам, які загинули на фронтах Великої Вітчизняної війни (1975)[24];
- Пам'ятний знак героям борзнянцям від вдячних нащадків;
- Пам'ятний знак загиблим землякам, що загинули, «виконуючи інтернаціональний обов'язок» в Афганістані (оновлений, 2012);
- Пам'ятник засновнику української гетьманської держави гетьману Б. Хмельницькому (1954[24]);
- Пам'ятник Т. Г. Шевченку (1965[24]) і пам'ятний знак в пам'ять про перебування поета в місті (1979, скульптор Г. Хусід, архітектор А. Ігнащенко[24]);
- Пам'ятний знак жителям борзнянщини — Героям Раянського Союзу (2012);
- Монумент — братська могила захисників Борзни (1958[24], занедбаний).

Під час масових стихійних акцій з повалення пам'ятників Леніну в Україні 22 лютого 2014 року демонтований пам'ятник В. І. Леніну (1982, скульптор П. П. Остапенко, архітектор М. С. Коломієць), що до того знаходився на центральній площі міста;

#### Цвинтарі
Найбільший діючий цвинтар Борзни — центральне кладовище, розташоване за ринком «Колос». Там ховають щонайменше з середини XIX століття, зокрема видатних борзнянців. Старовинні надгробки кінця XIX — початку XX століття мають як історичну, так і художню цінність.
Серед поховань — могила учасника Німецько-радянської війни, полковника Георгія Васильовича Титова (1907–1961) — батька льотчика-космонавта, Героя Радянського Союзу Володимира Титова; батьків Голови Верховної Ради України Івана Плюща, тощо.

### Особистості
З Борзною пов'язані імена багатьох особистостей. Тут народилися один з лідерів національно-визвольного руху на Правобережній Україні наприкінці XVII-го та початку XVIII полковник білоцерківський (фастівський) Семен Палій; на хуторі під містом у 1770 році народився і там же похований (1854 рік) герой Франко-російської війни генерал-майор Андрій Глєбов.

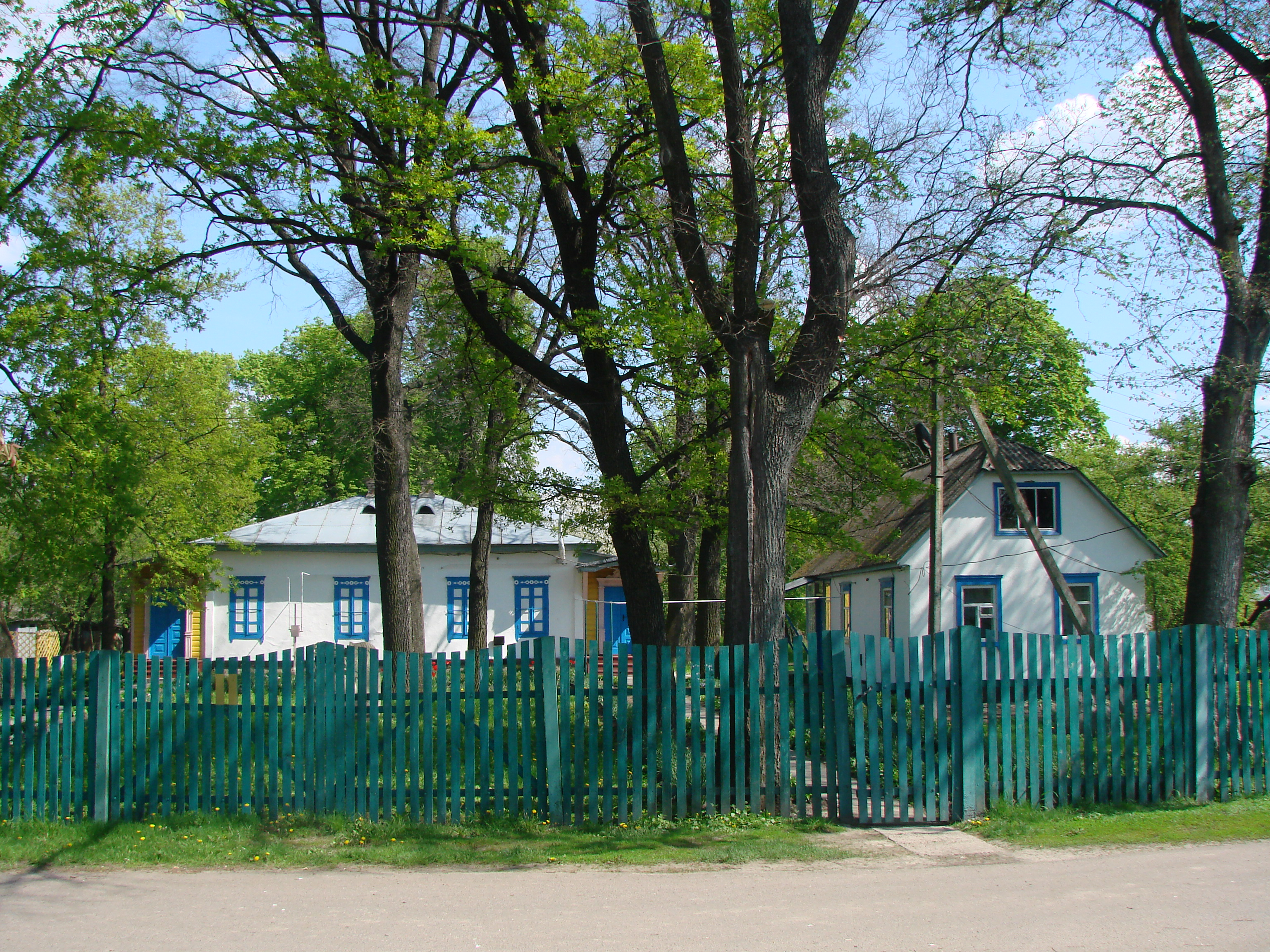
Будинок в якому жив і працював художник О. Ф. Саєнко та флігель, де жила Ганна Барвінок.

На хуторі Кукуріківщина (тепер Забілівщина) народився і там же провів останні роки свого життя український поет-романтик, близький друг Тараса Шевченка Віктор Забіла. Тут же, на хуторі Мотронівка, провів останні роки свого життя інший друг Т. Г. Шевченка — письменник, поет, драматург Пантелеймон Куліш і його дружина, письменниця Олександра Білозерська (Ганна Барвінок) (Тарас Шевченко був боярином на їхньому весіллі у 1847 році). У 2009 році до 190-річчя з дня народження Пантелеймона Куліша в Мотронівці відкрився історико-меморіальний комплекс «Ганнина пустинь» (до відкриття якого доклав зусиль інший відомий уродженець Борзни, народний депутат України I—IV скликань, Герой України Іван Степанович Плющ).
1 лютого 1847 Борзну відвідав Тарас Шевченко, який уклав тут відомого листа з подякою до заступника попечителя Київського навчального округу Михайла Юзефовича; тут бували і творили Марко Вовчок, Любов Яновська, художник Микола Ге, інші діячі української культури.
В Борзні народився, жив і працював український митець-декоратор, народний художник України Олександр Ферапонтович Саєнко. Тепер у садибі, де жив митець, відкрито музей.
У Борзні народилися

Пам'ятний знак жителям борзнянщини — Героям Радянського Союзу

- Азовська Віра Яківна (1894—1958) — українська театральна акторка.
- Христина Алчевська (1841—1920) — українська педагог, організатор народної освіти.
- Андрущенко Іван Іванович (1890 — після 1941) — український державний, військовий і громадсько-політичний діяч, член Центральної Ради, секретар Української партії самостійників-соціалістів.
- Антоновський Михайло Іванович (1759—1816) — історик, публіцист, державознавець, перекладач.
- Бєльський Степан Володимирович (1866—1943) — український науковець, геолог, топограф, краєзнавець, педагог.
- Більський Степан Володимирович (1866—1943) — український геолог.
- Велланський Данило Михайлович (1774—1847) — натурфілософ, професор фізіології.
- Вотчал Євген Пилипович (1864—1937) — ботанік, фізіолог рослин, академік АН УРСР, професор.
- Гладкий Микола Дмитрович (1885—1942) — мовознавець, поет.
- Гурко Семен Пилипович (1645—1710) — видатний державний та військовий діяч Українського гетьманату, полковник Фастівського полку потім Білоцерківського полку, один з керівників повстання на Правобережжі проти Корони Польської.

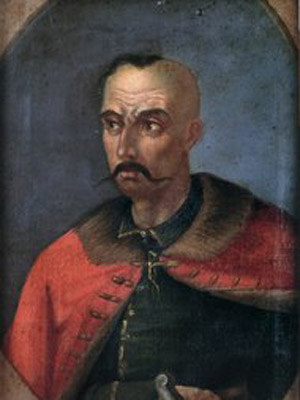
Семен Палій — Керівник селянсько-козацької війни

- Кальченко Галина Никифорівна (1926—1975) — українська скульпторка, народний художник УРСР.
- Карабіневич Аполлінарія (на сцені — Люся Барвінок) (1896—1971) — українська акторка, режисерка, театрально-громадська діячка, педагогиня.
- Куслій Олег Григорович (1978—2015) — сержант Збройних сил України, учасник російсько-української війни.
- Лещенко В'ячеслав Сергійович (1916—1978) — військовий льотчик, Герой Радянського Союзу.
- Литвин Михайло Абрамович (1921—?) —  радянський український художник, працював в галузі станкової, книжкової графіки та сатири.
- Олійник Анатоль Андрійович (1902—1936) — поет.
- Сіпко Микола Платонович — полковник Армії УНР.
- Сміян Петро Кіндратович (1918—2011) — історик, дослідник історії Закарпаття XX століття, доктор історичних наук, професор.
- Фрадкін Мойсей Залманович (1904—1974) — скульптор, народний художник УРСР, лауреат Державної премії ім. Т. Г. Шевченка.
- Федоровський Микола Федорович — генерал, меценат і подвижник української культури та освіти.
- Хотінок Ісак Павлович (1908—1980) — графік і медальєр, заслужений художник УРСР.
- Шкарін Анатолій Михайлович (нар. 1972) — український письменник-фантаст, сценарист.
- Шура-Бура Іван Леонтійович — підполковник Армії УНР.

Серед людей минувшини, які не були уродженцями, але жили і творили на Борзнянщині, подружжя педагогів, етнографів, фольклористів і громадських діячів Олександра і Софію Русових (жили на хуторі біля Борзни в 1878—1880 роках).
З 1915 року до останніх днів життя в Борзні жив і працював художник і педагог, майстер побутових картин, пейзажів та портретів Лазарчук Андроник Григорович. У 1919 році він очолив художні курси, а у 1922 році став ініціатором заснування Борзнянського краєзнавчого музею, де зібрав твори Миколи Ґе. Завідував музеєм у 1922-1925 роках. Помер у Борзні 6 вересня 1934 року, похований на міському цвинтарі.
Майбутній космонавт Володимир Георгійович Титов у 1965 році закінчив 11 класів Борзнянської середньої школи № 2 (нині — Гімназія імені Пантелеймона Куліша), після школи, до вступу в Чернігівське вище військове авіаційне училище льотчиків, рік працював кочегаром Борзнянської дільниці Кожинської контори розвідбуріння.
У Борзні помер і похований український історик-славіст Іван Лашнюков (1823—1869).

## Галерея

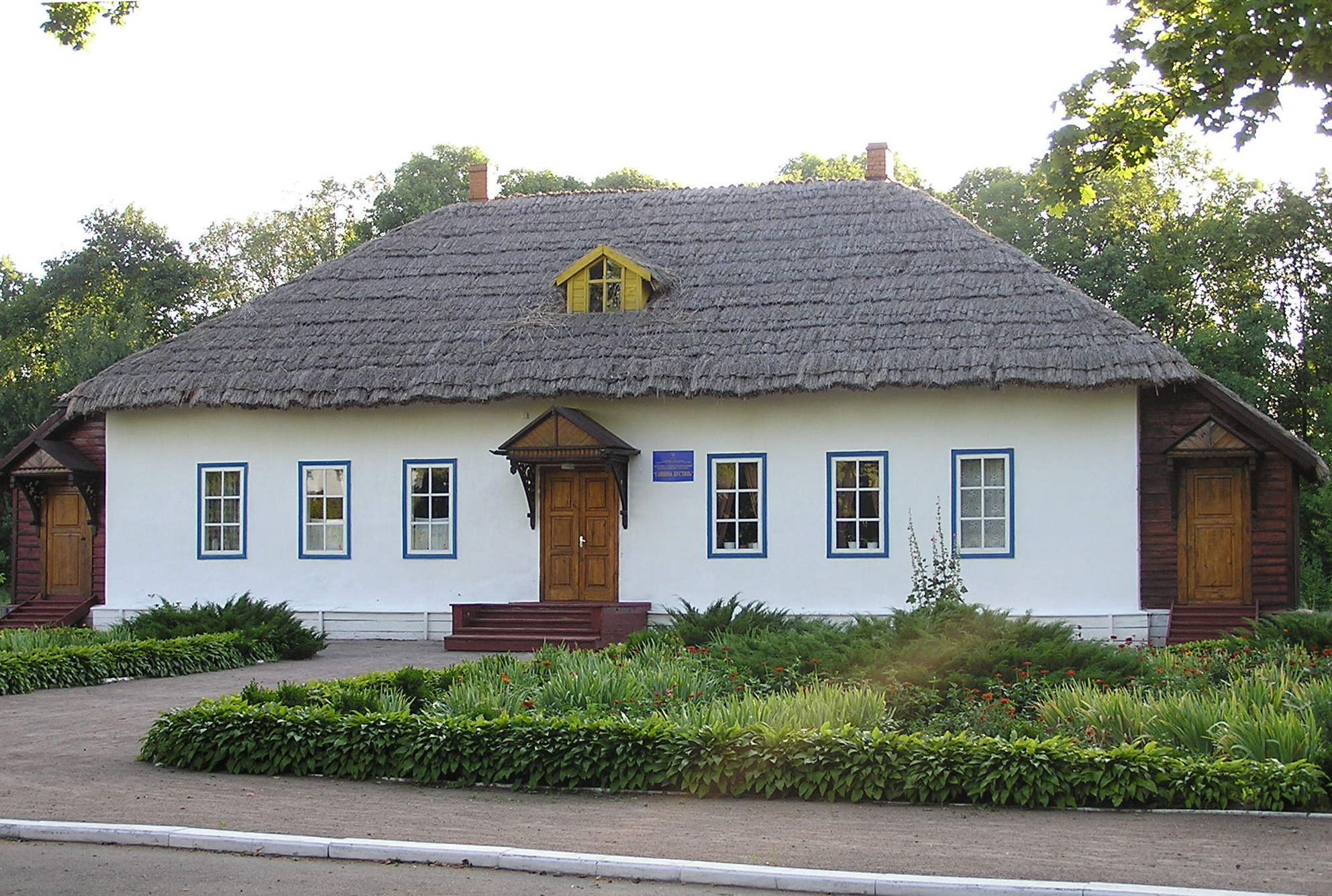
Історико-меморіальний музей «Ганнина пустинь»
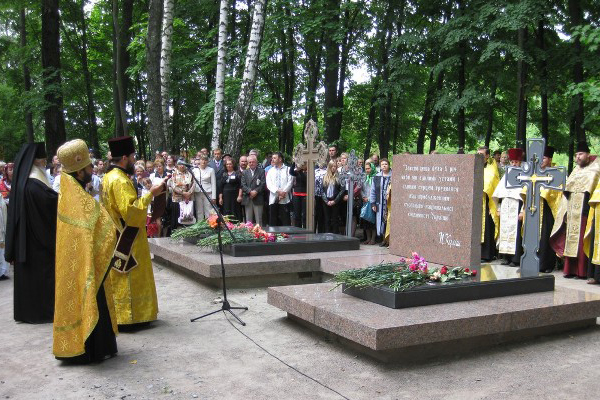
Поминальна служба на могилі П. Куліша і Г. Барвінок
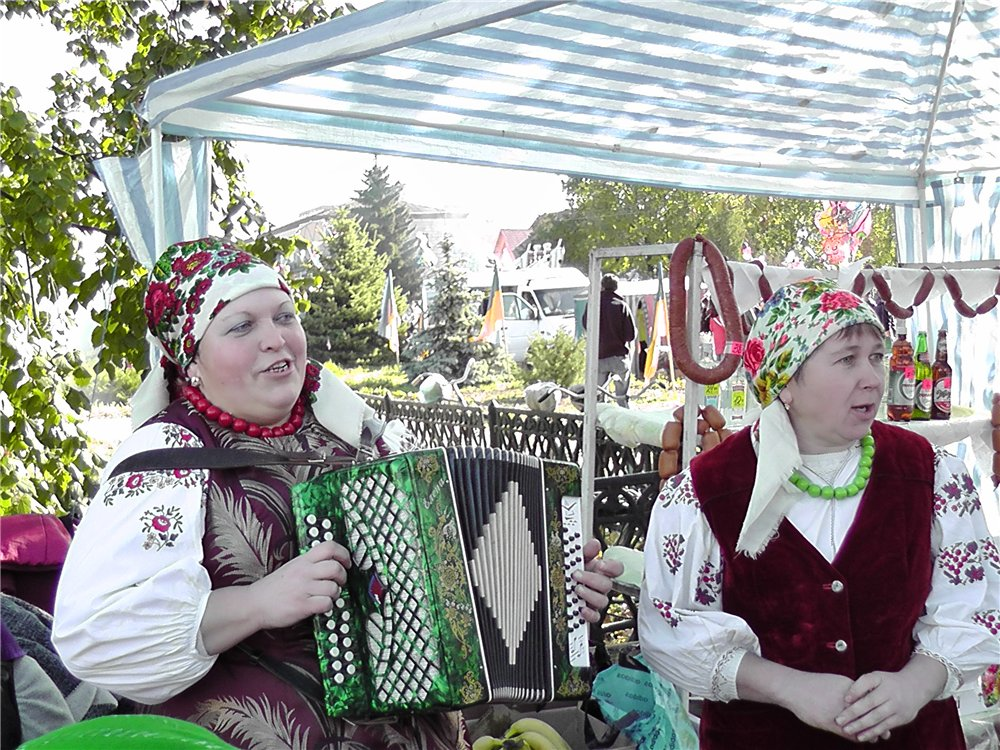
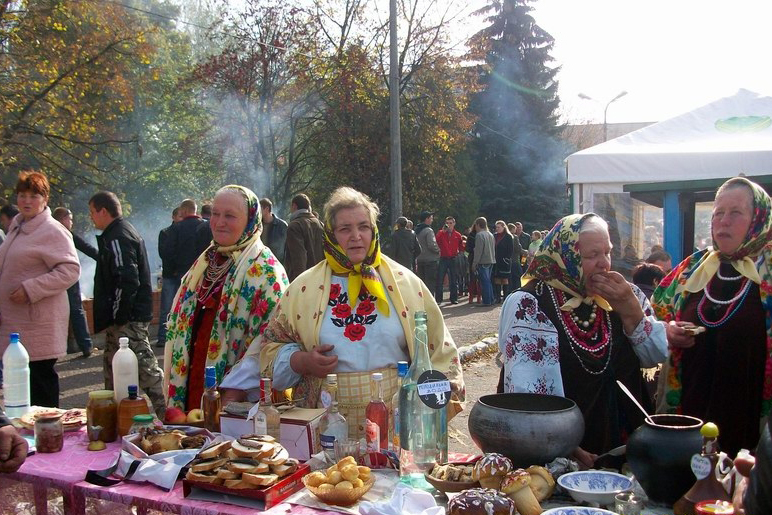
Покровський ярмарок в Борзні